# Megan Brown
Megan Brown (São Petersburgo, Flórida, 25 de fevereiro de 1976) é uma atriz norte-americana.Iniciou su carreira como atriz na série de tv Mortal Kombat: Conquest,como a vilã Mileena.Logo em seguida protagonizou o filme Johnny Blue do diretor Gene Howes ao lado do ator John Reimer.Ficou do ano de 1999 a 2004 sem atuar devido à faculdade.
Em 2009 Megan protagonizou o filme The Steam Experimentdo diretor Philipe Martinez ao lado de Val Kilmer.Já está confirmada como a Lady Justiça para o filme Tribes of October.

## Filmografia
- Tribes of October (2010,Lady Justiça)
- American Empire (2009,personagem sem nome definido)
- O Suplicio de uma Alma (2009,Roberta)
- The Steam Experiment (2009,Catherine)
- O Curioso Caso de Benjamin Button (2008, sem crédito, Mulher beijando Benjamin)
- RoboDoc (2008,Cross-Eyed Mon)
- Perfeitas (2008,Angela)
- Strokes (TV, 2008, Secretária)
- Elegy a Dream (2008,Dra.Elizabeth)
- O Vizinho (2007,personagem sem nome revelado)
- Instinto Secreto (2007, Mulher dançando)
- Amanhecer no México (2007, Willy)
- Last Breath (2007,Sarah episódio Co-Star)
- Radiopaque (2006,Julie Thompson)
- Super Sleuths (2006,Chastity episódio Murder Trail)
- Johnny Blue (2004, Nikolle)
- Mortal Kombat: Conquest (1999, Mileena episódio Shadow of a Doubt)

## Curiosidades
- É a musa do diretor Philipe Martinez;
- Foi confundida várias vezes com a atriz Audie England nas filmagens de Mortal Kombat: Conquest;
- Raspou a cabeça,usou lentes de contato pretas,fez bronzeamento artificial para protagonizar o filme The Steam Experiment;